# Rio Gherpălocul Mic
O Rio Gherpălocul Mic é um rio da Romênia, afluente do Belcina, localizado no distrito de Harghita.